# Cyrtandra hypogaea
Cyrtandra hypogaea är en tvåhjärtbladig växtart som beskrevs av Sijfert Hendrik Koorders. Cyrtandra hypogaea ingår i släktet Cyrtandra och familjen Gesneriaceae. Inga underarter finns listade i Catalogue of Life.